# Proletarec (časopis)
Časopis Proletarec: List za interese delavskega ljudstva je izhajal od januarja 1906 do 6. 2. 1952 v Chicagu (Illinois), Združenih državah Amerike. Nastal je zaradi idejnih razhajanj s takratnim vodstvom časopisa Glas svobode. Proletarec je bil socialistično usmerjeno slovensko glasilo izseljenskih delavcev v Ameriki. Izdajali so ga v okviru Jugoslovanske socialistične zveze, kasneje tudi Prosvetne matice v Ameriki. Uredniki Proletarca so bili: Jože Zavertnik, Ivan Molek, Frank Petrič, L. Zakrajšek, Frank Škof, Frank Šavs, Etbin Kristan in Frank Zaitz. Prilogi časopisa sta bili Prvi maj in Majski glas. Na začetku je časopis izhajal v slovenskem jeziku z nekaterimi srbohrvaškimi prispevki, kasneje samo v slovenskem, na koncu pa v slovenskem jeziku z zadnjo stranjo časopisa v angleščini. Časopis je prinašal  novice in komentarje o aktualnih dogodkih v Ameriki in domovini, zapisnike socialističnih sej in leposlovne objave, usmerjenje k širjenju socialistične zavednosti. Časopis je najprej izhajal kot mesečnik, decembra 1907 je postal tednik, sredi leta 1950 pa je začel izhajati dvakrat na mesec. Na začetku izhajanj je obsegal 8 tiskanih strani, ko je postal tednik, pa se je skrajšal na 4 strani.